# Maltodextrin
Maltodextrin ist ein wasserlösliches Kohlenhydratgemisch, das durch Hydrolyse von Stärke (Poly-α-glucose) hergestellt wird (siehe modifizierte Stärke). Hydrolysiert wird teilweise durch Säure, teilweise auf enzymatischem Wege. 
Es ist ein Gemisch aus dem Monomer, dem Dimer sowie verschiedenen Oligomeren bzw. Polymeren der Glucose. Für die abhängig vom Hydrolysegrad unterschiedliche Zusammensetzung wird das Dextrose-Äquivalent als Kennzahl verwendet, wo 0 Stärke und 100 reiner Glucose, auch als Dextrose bezeichnet, entspricht. Laut der Richtlinie für Stärkeerzeugnisse des Bundes für Lebensmittelrecht und Lebensmittelkunde werden Produkte, deren Dextrose-Äquivalent zwischen 3 und 20 liegt, als Maltodextrin bezeichnet. Werte über 20 werden als Trockenglukose bezeichnet.
Das Wort Maltodextrin leitet sich von Maltose und Dextrose ab: Maltose (= Malzzucker) ist das Dimer zweier Glucose-Moleküle, während Dextrose (= Glucose = Traubenzucker) ein anderer Name für das Monomer ist.

## Eigenschaften
Maltodextrin ist kaum süß und beinahe geschmacksneutral. Da es gerade noch wasserlöslich ist, wird es in der Diätetik eingesetzt, um Mahlzeiten mit Kohlenhydraten anzureichern. In Wasser bildet es eine klebende, trübe und viskose Masse. Maltodextrine drehen die Ebene des polarisierten Lichtes nach rechts.
Resistentes Maltodextrin ist hingegen weitgehend unverdaulich.

## Verwendung
Maltodextrin wird sowohl als Energieträger als auch aufgrund seiner Sekundäreigenschaften wie beispielsweise Schaumstabilität als Stabilisator, Füllstoff, Konservierungsmittel sowie als Zutat in der Lebensmittelproduktion verwendet. Es wird Lebensmitteln zur Verbesserung der rheologischen und energetischen Eigenschaften zugesetzt oder auch als Backmittel und Backgrundstoff für feine Backwaren zur Verbesserung der Krumenstruktur und Verstärkung der Krustenbräunung verwendet. In den letzten Jahren werden Maltodextrine in der modernen Lebensmitteltechnologie als Fettaustauschstoffe verwendet.
In der Lebensmittelindustrie dient es vor allem
- als Füllstoff und Verdickungsmittel in einer Vielzahl von Produkten wie etwa: Fertigsuppen, Fleisch- und Wurstwaren, Süßwaren und Kindernahrung,
- als Fettaustauschstoff in energiereduzierten Lebensmitteln,
- als Hauptenergieträger in medizinischer Trink- und Sondennahrung (enterale Ernährung),
- als leicht verfügbare Kohlenhydrate Bestandteil von Sportnahrung und -getränken,
- als Streckmittel bei verschiedenen Kaffeeröstern
- zur Vermeidung unerwünschter Beigeschmäcke (sogenannte Fehlaromen, Off-Flavours),
- als Trägersubstanz für empfindliche oder flüchtige Stoffe wie Aromen, Vitamine oder Gewürze,
- als Nährstoff für Bakterien in Fermentationsprozessen in der Biotechnologie.

## Maltodextrin im Ausdauersport
Maltodextrin wird aufgrund seiner für die Sporternährung vorteilhaften Eigenschaften häufig zur Herstellung von isotonischen Getränken oder energiereichen Gels verwendet, meist in Kombination mit Fruchtzucker. 
Das Polysaccharid Maltodextrin hat zwar einen hohen glykämischen Index, bietet im Vergleich zu kurzkettigen Kohlenhydraten wie Rohr-, Malz- oder Traubenzucker jedoch folgende Vorteile:
- Maltodextrin besitzt bei Zufuhr der gleichen Energie (physiologischer Brennwert) eine viel niedrigere Osmolarität, bindet also weniger Wasser an sich. Dadurch lässt es sich auch im Zustand der körperlichen Dehydratation leichter trinken („es klebt nicht so“). Im Darm spielt die geringere Osmolarität allerdings keine wesentliche Rolle mehr, da langkettige Kohlenhydrate zur Resorption im Verdauungstrakt gespalten und somit zu kurzkettigen werden.
- Maltodextrin ist geschmacksneutral. Kurzkettige Kohlenhydrate werden bei Zufuhr größerer Mengen meist als unangenehm süß empfunden.

Aufgrund dieser beiden Punkte kann es leichter fallen, durch Maltodextrin dieselbe Nahrungsenergie zuzuführen als durch kurzkettige Kohlenhydrate.